# 冷战期间苏联攻击民用机事件列表
冷战期间，苏联曾多次攻击民用航空飞机，其相關事件列表如下：
- 1952年4月29日：一架法国航空公司的DC-4（登记号F-BELI）从法兰克福的萊茵-美茵國際機場起飞前往柏林，当它通过西柏林空中走廊时受到米格-15的持续不断攻击。飞行员不得不关闭了三号和四号引擎，最后飞机在柏林-滕珀尔霍夫机场成功降落，之后的检查发现它中了89发弹丸，17名机上人员中无人死亡。苏军声称，该机在走廊外飞行。

- 1952年6月12日：卡塔利娜事件 （页面存档备份，存于），483战斗机飞行团的米格-15在波罗的海上空击落了一架瑞典的SIGINTDC-3，机上人员全部死亡。16日又攻击了一架搜救该机人员的瑞典PBY卡塔琳娜飞机，该机七名人员两名重伤，后迫降。[1]

- 1953年3月17日：一架英国航空公司的维克斯VC.1维京人式在柏林附近被米格-15击落。

- 1961年8月4日：伊朗航空公司的DC-4在从贝鲁特到德黑兰返航途中因误入苏联领空被米格-17攻击，受损后在黑海沿岸机腹迫降。

- 1962年1月6日：一架比利时航空公司的Sud Caravelle，载着19名乘客和8名机组人员，在飞去德黑兰途中由于天气和仪器故障深入苏联领空，在格罗兹尼被四架米格-17迫降。

- 1963年11月20日：一架伊朗的民用L-26因误入苏联领空被米格-17击落。[2]

- 1976年7月25日：一架芬兰Cessna 150因误入苏联领空被迫降。

- 1978年4月20日：大韓航空902號班機空難：大韩航空公司的一架波音707因导航问题误入摩爾曼斯克被苏-15用导弹攻击，97名乘客中有两名被炸死，后迫降。

- 1979年12月3日：一架伊朗的民用飞机，Cessna 185深入土库曼斯坦一百英里处，受到数架苏-15拦截，一架从该机正上方飞过，这吓坏了飞行员，为免被击落该机迫降在公路上。

- 1981年7月18日：苏-15在亚美尼亚埃里温南方三十英里处撞击了阿根廷航空公司的Canadair CL-44使机上四名人员死亡，苏联飞行员跳伞成功。

- 1983年9月1日：大韓航空007號班機空難。

- 1984年8月9日：一架苏-15追踪一架空中巴士310并深入瑞典领空30英里，纪录表明该机已经用导弹锁定了客机，苏方声称飞机并未进入瑞典领空。

- 1987年5月28日: 紅場事件：西德業餘駕駛員馬蒂亞斯·魯斯特駕駛塞斯納172突破芬蘭和華約防空網降落在莫斯科紅場。期間曾遭蘇聯國土防空軍派出的苏-15攔截機予至攔截，但飛行員發現其為小型民用飛機後未予以击落。